# Szentgyörgyvölgyi szálaló erdő
A szentgyörgyvölgyi szálaló erdő az Őrségi Nemzeti Park egyik nevezetessége, Magyarország legismertebb szálaló erdeje.

## Elhelyezkedése
A Szentgyörgyvölgyi Tájvédelmi Körzet földrajzilag a Hetés–Kerka-vidék kistáj (Zalai-dombság középtáj része, ekként az Őrség és a Hetési-dombság határán fekszik. Teljes területe 1915,7 ha, amiből 1555 ha az erdő.
Közigazgatásilag két vármegye határán terül el: területének 71%-a (1359,4 ha) Zala, 29%-a (556,3 ha) Vas vármegye része. Mindkét vármegyéből 3-3 falu osztozik földjein:
- Szentgyörgyvölgy,
- Felsőszenterzsébet és
- Magyarföld, illetve
- Velemér,
- Gödörháza és
- Magyarszombatfa[1]

## Tulajdonszerkezete
1993-ban a természetvédelmi terület túlnyomó része állami birtok volt:
- magántulajdon 12 ha,
- szövetkezeti tulajdon 99 ha.

Kezelője a Zalai Állami Erdőgazdaság.

## Kialakulása
Az erdő birtokosai hosszú ideje kis- és középbirtokosok voltak, akik a fát szükségleteik kielégítésére használták. Erdeik eredetileg gyertyános–tölgyesek és bükkösök voltak; területük a szántók terjeszkedésével zsugorodott. A művelésbe vont földekről elhordta a talajt az erózió, és a megmaradt, vékonyabb talajréteg minősége is egyre romlott. Az így degradált talajok művelésével felhagytak, és újabb erdőirtással nyertek szántóterületeket. A felhagyott földeken leginkább a pionír jellegű erdeifenyő (Pinus sylvestris) települt meg. Mivel a mostoha talajviszonyokat az őshonos fafajok egyike sem viseli el, az ősi bükkösök helyén elegyetlen erdeifenyvesek alakultak ki, a bükkösök csak az eróziós völgyekben és a falvaktól távol eső erdőkben maradtak meg. Ezekben a fenyvesekben a felszínközeli, laza üledékek újra talajosodni kezdtek, és a fenyő közé apránként betelepültek a lombfák, nagyjából az alábbi sorrendben:
- rezgő nyár (Populus tremula),
- közönséges nyír (Betula pendula),
- tölgy (Quercus spp.),
- madárcseresznye (Prunus avium),
- kőris (Fraxinus spp.),
- éger (Alnus),
- közönséges gyertyán (Carpinus betulus),
- közönséges bükk (Fagus sylvatica).

Ezek első generációs törzsei az eredeti ősi erdőtípus egyedeihez képest csökevényesek maradtak, de elősegítették a talaj helyreállítását.
A lakosság kitapasztalta, hogy a tarvágás helyén a talaj elmocsarasodik, ezért az erdőt szálalással használták. A kivágott fák helyét a természet pótolta, így vegyes korú, szálaló erdő jellegű állományok alakultak ki, amiket komplex módon hasznosítottak, így az erdőkben:
- legeltettek,
- makkoltattak,
- almot és rőzsét gyűjtöttek,
- és persze fát is termeltek.

A tőkeszegénység okozta  kisparaszti, rendszertelen szálalás alapvetően a tulajdonos folyamatos faellátását biztosította. Ez az erdőgazdálkodás tartamos és olcsó volt, de az újulatban nagy maradt a kevésbé értékes fájú pionír fajok:
- erdeifenyő (Pinus sylvestris)
- közönséges nyír (Betula pendula)

aránya. Ez igen jelentős részben annak volt következménye, hogy a komplex hasznosítás eredményeként évről évre a természetes körforgáshoz szükségesnél kevesebb avar talajosodott vissza. Ezért nemcsak a visszaerdősült részeken alakultak ki a fenyőelegyes lomberdők, de az erdeifenyő az eredeti bükkösökbe (Fagio medio-europaeum) és gyertyános–tölgyesekbe is betelepült.
A szálalás lehetett rendszeres (valódi) vagy rendszertelen.
A rendszeres szálalás a tőkeerősebb gazdálkodókra volt jellemző: a munkákat 2–3 évre előre megtervezték, és a terv alapján vágták ki a fákat. A kitermelés idejét soha nem a fák életkora, hanem mérete határozta meg.
A rendszertelen szálalás káros következménye az erdő elfiatalodása (az erdőgazdaságban használt kifejezéssel: az erdő „lerablása”) volt: az értékes, idősebb fákat gyorsabb ütemben vágták ki, mint ahogy utánpótlásuk felnövekedett. A rendszertelen szálalás arányának növekedését elősegítette a birtokok aprózódása. Ezen az 1932. évi tagosítás igyekezett változtatni, kevés sikerrel.
Napjainkban, a kistulajdonosok (magán erdőgazdálkodás) szerepének növekedésével újra nő a szálaló gazdálkodással kezelt erdők aránya.

## Története
Ezen a vidéken az erdők őshonos fafajai a tölgy, erdeifenyő és gyertyán-bükk voltak. Területük a szántóterület növelésével fokozatosan csökkent, azonban ezeken a szántóföldi műveléssel egy idő után bekövetkezett a talaj romlása és az erózió miatt előbb-utóbb felhagytak és újabb erdőirtással nyertek szántónak való területeket. A felhagyott földeken szálló magvai révén az erdeifenyő települt meg, mivel a kialakult talajviszonyokat egyik másik őshonos fafaj sem viselte el. A bükkösök csak az eróziós völgyekben és a falvaktól távol eső erdőkben maradtak meg. A lakosság tapasztalatból tudta, hogy a tarvágások helyén a talaj elmocsarasodik, ezért az erdőt az 1880-as évektől szálalással használták. Értékesíteni csak a legkiválóbb tölgy faanyagát tudták. Mivel ezek helyét maga a természet pótolta, vegyes korú, szálalóerdő jellegű állományok keletkeztek. Az itt újra meginduló talajfejlődés tette idővel lehetővé a lombfák betelepülését, amik elősegítették a talajfejlődést az eredeti állapot helyreállításának irányában. A paraszti váltógazdálkodás egészen a legújabb időkig folyt, amikor már a telepítés is szerepet kapott a fafajok térfoglalásában. A lucfenyőt előszeretettel ültették, majd az állami erdőgazdaság számos más fafajjal is kísérletezett. Az akácot még a kisbirtokosok hozták be ezekbe az erdőkbe az 1900-as évek elején, csak kisebb parcellákba és hézagokba telepítve. A második világháború és az 1950–1952 közötti termelőszövetkezeti kitermelés csak fokozta a terület kizsákmányolását.
1954-ben először Pechtol István adott először szakvéleményt a Szentgyörgyvölgyi szálaló erdők értékéről. 1955-ben Neuwirth János javasolta a szentgyörgyvölgyi kísérleti erdő létrehozását. A 3777 hektáros területből 2667 volt állami tulajdon, amiből az Országos Erdészeti Egyesület  és az Erdészeti Tudományos Intézet felmérése során 2100 hektárt találtak alkalmasnak szálalásra. 1956 nyarán volt első ízben üzemtervezés a szentgyörgyvölgyi erdészet erdeiben. Az erdőrendezőség akkori vezetője, Palotay István dolgozta ki az országban akkor egyedül álló szálalóerdő üzemtervezés módszerét. Célja az ismétlődő felmérések során a készletgondozó erdőgazdálkodás, az átlagosnál változatosabb szerkezetű és képű erdő fenntartása volt. 1961-ben Zalabaksai Erdészet kezelésébe került a terület. 1967-ben a 2. üzemtervezéskor a szálaló kísérleti területet (az eredeti tervekkel ellentétesen) 428 hektárra csökkentették. A következő, 1970-es évekbeli üzemtervezéstől, mivel addigra a feltételei – például az  erdeifenyő felújulás, a váltógazdálkodás és a speciális ökológiai viszonyok – ebben a térségben már nem  volt megtalálható, lehetetlenné tette a szabályos, vagy afelé vezetett szálalóerdő fenntartását. Ez jellemezte a területet a 90-es évekig, ám később már újra szálaló üzemmódban van nyilvántartva (Szentgyörgyvölgy 8A, B; 9A; 10A; 11A; 12A és 13A). A rendszerváltás után a privatizáció újabb gondokat okozott az erdőgazdálkodásban.

### A védettség
A később védetté nyilvánított terület magvát egy 428 hektáros kísérleti erdőterület adta, amit az Erdészeti és Faipari Egyetem erdőműveléstani tanszéke kapott Szentgyörgyvölgy határában, többek között a szálaló művelés tanulmányozása céljából. Roth Gyula 1954. augusztus 2-án kelt emlékeztetőjében írt ezzel kapcsolatban: „Igen nagy fontosságot kell tulajdonítanunk annak a ténynek, hogy hazánkban már régóta megvolt a szálaló erdő, és akárcsak Svájcban, a paraszti erdőkben alakult az ki”.
A szentgyörgyvölgyi szálaló erdőt Pechtol István (1954), Roth Gyula (1954), Róka István (1954), Neuwirth János (1955), Ott János (1956), Jablánczy Sándor (1956) és Barabits Elemér (1959) tanulmányai alapján nyilvánították védetté. A kísérleti terület adatairól pedig Palotay István (1956, 1967) cikkei szóltak.
Már 1976-ban tájvédelmi körzet lett, mint a biológiai erdészeti értékek őrzője. A határozat értelmében fő feladatai között szerepelt „a táj jellegzetes képének és természeti értékeinek megőrzése”. Továbbá:
- fenn kell tartani a fenyőelegyes erdőtársulásokat,
- védeni kell a ritka növényeket és növénytársulásokat, a terület állatvilágát,
- a terület egy részén biztosítani kell a zavartalan szukcesszió feltételeit,
- a terület egy más részén fenn kell tartani az országban gyakorlatilag egyedülálló szálaló erdőgazdálkodást,
- segíteni kell az erdészeti kutatást, oktatást és ismeretterjesztést,
- segíteni kell a szabadban felüdülést és élményszerzést.[1]

Az Őrségi Nemzeti Parkot a 2002. március 1-jén hatályba lépő 4/2002.KöM rendelettel alapították az Őrségi Tájvédelmi Körzet (Országos Környezet- és Természetvédelmi Hivatal elnökének 4/1978. OKTH számú határozata az Őrségi Tájvédelmi Körzet létesítéséről) és a Szentgyörgyvölgyi Tájvédelmi Körzet (Országos Természetvédelmi Hivatal elnökének 10/1976. számú határozata a Szentgyörgyvölgyi Tájvédelmi Körzet létesítéséről), illetve három, addig nem védett belső-őrségi falu és a Rába nem szabályozott ártereinek összevonásával. Megalakulásával a területet nemzeti parkká minősítették.

## Közjóléti létesítmények
- Hajdu Tibor kopjafája és Palotay István emlékműve
- Töllös tanösvény, 2,5 kilométer hosszan, ami a Magyarföldet Szentgyörgyvölggyel összekötő útról indul